# Campnosperma squamatum
Campnosperma squamatum är en sumakväxtart som beskrevs av Henry Nicholas Ridley. Campnosperma squamatum ingår i släktet Campnosperma och familjen sumakväxter. Inga underarter finns listade i Catalogue of Life.